# Megliadino San Fidenzio
Megliadino San Fidenzio är en ort och frazione i kommunen Borgo Veneto i provinsen Padova i regionen Veneto i Italien.
Kommunen upphörde den 17 februari 2018 när den tillsammans med de tidigare kommunerna Saletto och Santa Margherita d'Adige bildade den nya kommunen Borgo Veneto. Den tidigare kommunen hade 1 928 invånare (2017).